# María Smirnova
María Vasílievna Smirnova (en ruso: Мария Васильевна Смирнова; Vorobiovo, Gobernación de Tver; 18 de marzojul./ 31 de marzo de 1920greg. - Tver, Rusia; 10 de julio de 2002), fue comandante de escuadrón en el 588.º Regimiento de Bombardeo Nocturno (325.° División Aérea de Bombarderos Nocturnos, 4.° Ejército Aéreo, Segundo Frente Bielorruso), más tarde rebautizado como 46.° Regimiento Aéreo de Bombarderos Nocturnos de la Guardia. Uno de los tres regimientos aéreos creados por Marina Raskova e integrados únicamente por mujeres. Por sus heroicas acciones durante la Segunda Guerra Mundial recibió el título de Heroína de la Unión Soviética (26 de octubre de 1944) además durante la guerra alcanzó el grado militar de mayor.

## Biografía

### Infancia y juventud
María Smirnova nació el 30 de diciembre de 1919 en la aldea de Vorobiovo de la Gobernación de Tver (RSFS de Rusia), en el seno de una familia de campesinos de Carelia. Después de asistir a la escuela en su pueblo hasta la edad de trece años, se mudó a la ciudad de Kalinin (actual Tver), donde estudió en la Escuela Pedagógica Likhoslavl durante tres años, graduándose en 1936 antes de trabajar brevemente como maestra de escuela en Polyuzhye.
Después regresó nuevamente a Kalinin, donde empezó a volar en el club de vuelo local de la asociación paramilitar OSOAVIAJIM (Unión de Sociedades de Asistencia para la Defensa, la Aviación y la Construcción Química de la URSS), Al mismo tiempo que trabajaba en un jardín de infancia. Poco después, en 1939, se graduó en el club de vuelo como la única mujer cadete de su clase. En mayo de 1940, abandonó su trabajo como maestra de escuela para convertirse en instructora de vuelo a tiempo completo.

### Segunda Guerra Mundial
El 8 de octubre de 1941, los periódicos publicaron los llamamientos del Comité Central del Komsomol para el reclutamiento voluntario de miembros del Komsomol en el ejército. Smirnova se ofreció como voluntaria.
Posteriormente, en febrero de 1942, ingresó en la Escuela de Aviación Militar de Engels, para convertirse en piloto en el 588.º Regimiento de Bombardeo Nocturno, uno de los tres regimientos de aviación formados por mujeres, fundados por Marina Raskova y liderado por la mayor Yevdokiya Bershánskaya. El regimiento estaba  formado íntegramente por mujeres voluntarias, desde los técnicos hasta los pilotos, todas ellas de una edad cercana a los veinte años.
El 23 de mayo de 1942, después de completar su entrenamiento, el regimiento fue transferido a la 218.º división de bombarderos nocturnos del Frente Sur (estacionada en el aeródromo de la aldea de Trud Gornyaka cerca de Voroshilovgrado). La propia Marina Raskova las acompañó hasta su destino y luego dio un conmovedor discurso de despedida antes de regresar a Engels. En su nuevo destino el regimiento quedó adscrito al 4.º Ejército Aéreo al mando del mayor general Konstanín Vershinin.
El 8 de febrero de 1943, el 588.º Regimiento de Bombardero Nocturno recibió el rango de Guardias y pasó a llamarse 46.º Regimiento de Bombardeo Nocturno de la Guardia, y un poco más tarde recibió el nombre honorífico de «Taman» por su destacada actuación durante los duros combates aéreos en la península de Tamán, en 1943 (véase batalla del cruce del Kubán).
Como Smirnova tenía amplia experiencia de vuelo fue nombrada subcomandante de escuadrón. Posteriormente, en agosto de 1943, fue ascendida al puesto de comandante de escuadrón, cargo que se tomó muy en serio. Allí, rápidamente desarrolló una reputación por mantener una estricta disciplina entre sus subordinadas. Durante la guerra participó en campañas de bombardeo contra las fuerzas alemanas en el norte del Cáucaso, en el río Mius, durante la liberación de Donbáss, Kubán, Crimea, Bielorrusia y Polonia.

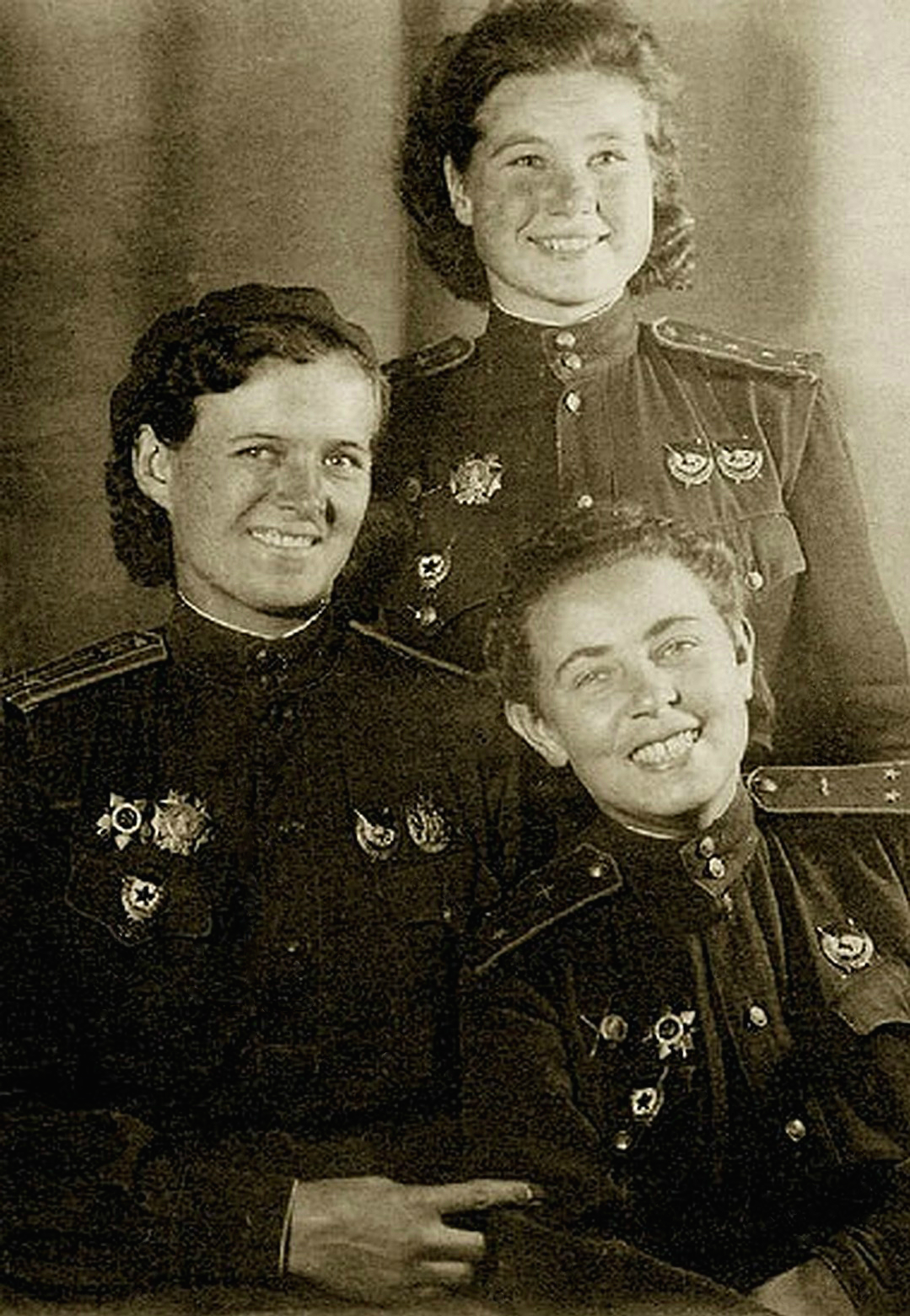
Oficiales del 46.° Regimiento de Aviación de Bombarderos Nocturnos de la Guardia Tamánː Yevdokiya Bershánskaya (izquierda), María Smirnova (de pie) y Polina Gelman (derecha)

El 22 de septiembre de 1943, se convirtió en el primer miembro del regimiento en realizar un total de 500 salidas de combate; A principios de ese mes, fue nominada para el título de Héroe de la Unión Soviética por haber completado 441 salidas, pero la solicitud fue rechazada y finalmente recibió la Orden de Alejandro Nevski en su lugar, convirtiéndola ella y su camarada Yevdokia Nikulina, en las primeras mujeres que recibieron tan alta distinción. Menos de un año después, en agosto de 1944, fue nominada nuevamente para el título por realizar un total de 805 salidas, en esta ocasión el alto mando la concedió la más alta condecoración de la Unión Soviética el título honorífico de Héroe de la Unión Soviética, el 26 de octubre de 1944. Al final de la guerra, había realizado un total de 935 salidas de combate en el viejo biplano Polikarpov Po-2, lanzando un total de 118 toneladas de bombas sobre objetivos enemigos.

### Posguerra
Después de la guerra, la comandante del regimiento Yevdokiya Bershánskaya envió a María Smirnova y a su compañera Yekaterina Riábova a asistir a la Academia de la Fuerza Aérea (actualmente Academia de la Fuerza Aérea Gagarin), pero no fueron admitidas porque la academia estaba oficialmente cerrada a las mujeres.
Después de la disolución del regimiento en octubre de 1945, abandonó el ejército, después de que una comisión médica la declarada no apta para seguir siendo piloto. Pronto se casó con un compañero veterano, el navegante Nikolái Lyubímov. La pareja tuvo dos hijas: Natalia y Tatiana. Después de graduarse de la Escuela del Partido de Tambov en 1954, trabajó brevemente como instructora política para el departamento de propaganda del comité del partido de Tambov antes de pasar al comité del partido del distrito de Poshejone-Volodarsky, donde permaneció hasta 1955.
En 1956, se mudaron a Kalinin (actual Tver) donde inicialmente trabajó como directora de un jardín de infancia antes de aceptar un trabajo en el comité regional del partido. Posteriormente trabajó brevemente como ingeniera en el departamento de personal del Consejo Económico de Kalinin, pero después de que se disolvieron todos los consejos económicos en la URSS, trabajó como jefa del departamento de personal de una fábrica hasta 1972.
Además de ser miembro del Partido comunista fue miembro del Consejo de Veteranos de Guerra. Murió el 10 de julio de 2002 en Tver y fue enterrada en el cementerio Dmitrovo-Cherkassky.

## Condecoraciones
A lo largo de su vida, María Smirnova recibió las siguientes condecoraciones
- Héroe de la Unión Soviética (N.º 4499; 26 de octubre de 1944);
- Orden de Lenin (26 de octubre de 1944)
- Orden de la Bandera Roja, tres veces (9 de septiembre de 1942, 26 de abril de 1944 y 15 de junio de 1945)
- Orden de la Guerra Patria de 1.er grado (11 de marzo de 1985)
- Orden de la Estrella Roja (27 de abril de 1943)
- Orden de Alejandro Nevski (25 de octubre de 1943)
- Medalla al Trabajador Veterano
- Medalla Conmemorativa por el Centenario del Natalicio de Lenin
- Medalla por la Defensa del Cáucaso
- Medalla por la Liberación de Varsovia
- Medalla por la Victoria sobre Alemania en la Gran Guerra Patria 1941-1945
- Medalla Conmemorativa del 20.º Aniversario de la Victoria en la Gran Guerra Patria de 1941-1945
- Medalla Conmemorativa del 30.º Aniversario de la Victoria en la Gran Guerra Patria de 1941-1945
- Medalla Conmemorativa del 40.º Aniversario de la Victoria en la Gran Guerra Patria de 1941-1945
- Medalla Conmemorativa del 50.º Aniversario de la Victoria en la Gran Guerra Patria de 1941-1945
- Medalla del 50.º Aniversario de las Fuerzas Armadas de la URSS
- Medalla del 60.º Aniversario de las Fuerzas Armadas de la URSS
- Medalla del 70.º Aniversario de las Fuerzas Armadas de la URSS
- Medalla de Zhúkov